# Rakuten Hand
Rakuten Hand（らくてん はんど）は、楽天モバイルが2020年12月8日に発売したAndroid搭載4Gスマートフォンである。ディスプレイ5インチ以上のモバイルFeliCa対応スマートフォンにおいて世界一スリムなボディとしている。製造は中国のTinno Mobileが担当。キャッチコピーは、「ジャストサイズで、高機能。」

## 概要
楽天モバイルは、「Rakuten Mini」「Rakuten BIG」に続くオリジナルモデルの第3弾として、約5.1インチの有機ELディスプレイを搭載した「Rakuten Hand」を2020年12月8日に発表した。同日午前9時より楽天モバイル公式サイトから発売となり、全国の楽天モバイルショップでは4日後の12月12日から発売された。
カラーバリエーションは、「ブラック」「ホワイト」「クリムゾンレッド」の3色を展開し、世界一スリムな横幅と、サイドに丸みを帯びたデザインが特長である。
| カラー | カラーネーム     |
| ------ | ---------------- |
|        | ホワイト         |
|        | ブラック         |
|        | クリムゾンレッド |

4×4MIMOに対応し、低価格ながらSoCはミドルレンジ向けの「Qualcomm® Snapdragon 720G」を搭載している。メモリーは4GBで、ストレージ容量は64GBを搭載する。尚、増設用のmicroSDメモリーカードスロットは非搭載。
LTEの対応バンドはB1/2/3/4/5/7/18/19/26/28/38/41/42で、NTTドコモのB19や、楽天モバイルがパートナー回線として利用するKDDIのB18/B26といった他社のプラチナバンドが利用できる。ただし、対応するVoLTEは楽天モバイルのみ。
なお、端末の価格は20,000円（税込）と格安だが、新規に楽天モバイルを契約するなどの条件がそろえば、端末料金実質0円に加えてそれ以上のポイント還元を受けられるキャンペーンが頻繁に展開された為、発売から半年以上経過しても品薄が続いている。
またRakuten Miniなどと同様に、将来的に利用者の通信事業者の変更に対する障壁を下げることを目的として、物理的なSIMカードの交換を必要とせず、携帯電話回線の契約情報等を含んだ通信プロファイルをインターネット経由で書き換えることのできるeSIMを採用し、また、SIMフリーとした。

## Rakuten Hand 5Gとの比較
| 比較項目                  | Rakuten Hand                                  | Rakuten Hand 5G                        | 比較結果                   |
| ------------------------- | --------------------------------------------- | -------------------------------------- | -------------------------- |
| 本体サイズ                | 約138 x 約63 x 約9.5(mm)                      | 約138 x 約63 x 約9.5(mm)               | -                          |
| 重量                      | 約129g                                        | 約134g                                 | Handが5g軽量               |
| ディスプレイサイズ / 種類 | 約5.1インチ / 有機EL                          | 約5.1インチ / AMOLED                   | -                          |
| ディスプレイ解像度        | HD+ / 1,520 × 720                             | HD+ / 1,520 × 720                      | -                          |
| SoC                       | Qualcomm® Snapdragon™ 720G                    | Qualcomm® Snapdragon™ 480              | Hand 5Gの大幅性能向上      |
| 初期搭載OS                | Android™ 10                                   | Android™ 11                            | -                          |
| メインメモリ              | 4GB                                           | 4GB                                    | -                          |
| 内部ストレージ            | 64GB                                          | 128GB                                  | Hand 5Gがストレージ増加    |
| 防水 / 防塵               | IPX2 / IP5X                                   | IPX8 / IP6X                            | Hand 5Gが大幅に強化        |
| 通信                      |                                               |                                        |                            |
| 通信方式                  | 3G / 4G                                       | 3G / 4G / 5G〔Sub-6〕                  | Hand 5Gが5G〔Sub-6〕に対応 |
| Bluetooth                 | Ver.5.0                                       | Ver.5.1                                | Hand 5Gが進化              |
| カメラ（背面）            |                                               |                                        |                            |
| 画素数                    | 約4,800万画素 (広角) + 約200万画素 (深度測位) | 約6,400万画素 + 約200万画素 (深度測位) | Hand 5Gが画質向上          |
| デジタルズーム            | 4倍                                           | 5倍                                    | Hand 5Gが性能向上          |
| ISO感度（最大）           | 2,400                                         | 7,200                                  | Hand 5GがISO感度強化       |
| その他                    |                                               |                                        |                            |
| ハイレゾ・オーディオ      | 非対応                                        | 対応                                   | Hand 5Gがハイレゾ対応      |
| イヤホンマイクジャック    | 対応                                          | 非対応                                 | Handが有線イヤホン対応     |

## 技術仕様

### 基本スペック
メーカー
楽天モバイル株式会社
製品名
Rakuten Hand
色
ホワイト / ブラック / クリムゾンレッド
サイズ
約138 x 約63 x 約9.5 (mm)
重量
約129g
ディスプレイ
サイズ / 種類
約5.1インチ / 有機EL
解像度
HD+ / 1,520 × 720
CPU
Qualcomm® Snapdragon™ 720G / オクタコア 2.3GHz + 1.8GHz
OS
Android™ 10
内蔵メモリ（RAM / ROM）
4GB (RAM) / 64GB (ROM)
外部メモリ
非対応
バッテリー容量
2,630mAh
ワイヤレス充電
非対応
連続待受時間
LTE
約402時間
3G
約421時間
GSM
非対応
連続通話時間
LTE
約18時間
3G
約23時間
GSM
非対応
通信速度
LTE 受信時
400Mbps
LTE 送信時
75Mbps
SIM
eSIM
ワンセグ / フルセグ
非対応 / 非対応
おサイフケータイ
対応
NFC
対応
防水 / 防塵
対応 (IPX2 / IP5X)
耐衝撃
非対応
生体認証（指紋 / 顔）
対応 / 対応
急速充電
対応
付属品
USB Type-C ケーブルx1 / 3.5mmイヤホン変換アダプターx1 / クイックスタートガイド （保証書） / 安全上のご注意

### 通信
VoLTE（Rakuten, docomo, au, SoftBank）
対応 / 非対応 / 非対応 / 非対応
4x4 MIMO
対応
256 QAM
対応
Wi-Fi
IEEE802.11 a/b/g/n/ac
テザリング
10台
Bluetooth
Ver.5.0
赤外線通信
非対応

### カメラ（背面）
解像度
約4,800万画素 (広角) + 約200万画素 (深度測位)
オプティカルズーム（写真 / 動画）
非対応
デジタルズーム（写真 / 動画） ※最大
約4倍 / 4倍
手振れ補正（写真 / 動画）
非対応 / 非対応
オートフォーカス
対応
F値
f/1.8, f/2.4
ISO（最大）
2,400, 2,400
HDR
対応
LEDフラッシュ
対応
AIカメラ
対応

### カメラ（前面）
解像度
約1,600万画素
オプティカルズーム（写真 / 動画）
非対応
デジタルズーム（写真 / 動画） ※最大
約2倍 / 2倍
手振れ補正（写真 / 動画）
非対応 / 非対応
オートフォーカス
非対応
F値
f/2
ISO（最大）
4,800
HDR
対応
LEDフラッシュ
非対応
AIカメラ
非対応

### その他
ハイレゾ・オーディオ
非対応
緊急速報機能
対応
イヤホンマイクジャック
対応
USB
USB Type-C / USB 2.0
GPS
対応
動画コーデック
H.263 / H.264 / H.265 / MPEG-2 Video / MPEG-4 Video / VP8 / VP9 /

### 対応周波数
4G FDD-LTE
Band 1 (2.1GHz) / Band 2 (1.9GHz) / Band 3 (1.8GHz) / Band 4 (1.7GHz / 2.1GHzAWS) / Band 5 (850MHz) / Band 7 (2.6GHz) / Band 18 (800MHz) / Band 19 (800MHz) / Band 26 (800MHz) / Band 28 (700MHz APT)
4G TD-LTE
Band 38 (2.6GHz) / Band 41 (2.5GHz) / Band 42 (3.4GHz)
3G WCDMA
Band I (2.1GHz) / Band II (1.9GHz) / Band IV (1.7GHz / 2.1GHz AWS) / Band V (850MHz) / Band VI (800MHz) / Band XIX (800MHz)
2G GSM
非対応

## 問題点

### マイナンバーカードが読み込めない
rakuten handのgoogle playでマイナポイントアプリを検索してもアプリ一覧には表示されず、urlからインストールページを表示しても「お使いのデバイスはこのバージョンには対応していません」と表示されインストールできない。
マイナポイントアプリ以外の処理（ブラウザを利用した銀行口座開設時の認証など）でのマイナンバーカード読み取りもできない。